# Dolichoneura revisa
Dolichoneura revisa là một loài bướm đêm trong họ Geometridae.